# بارتولوميو كوليوني

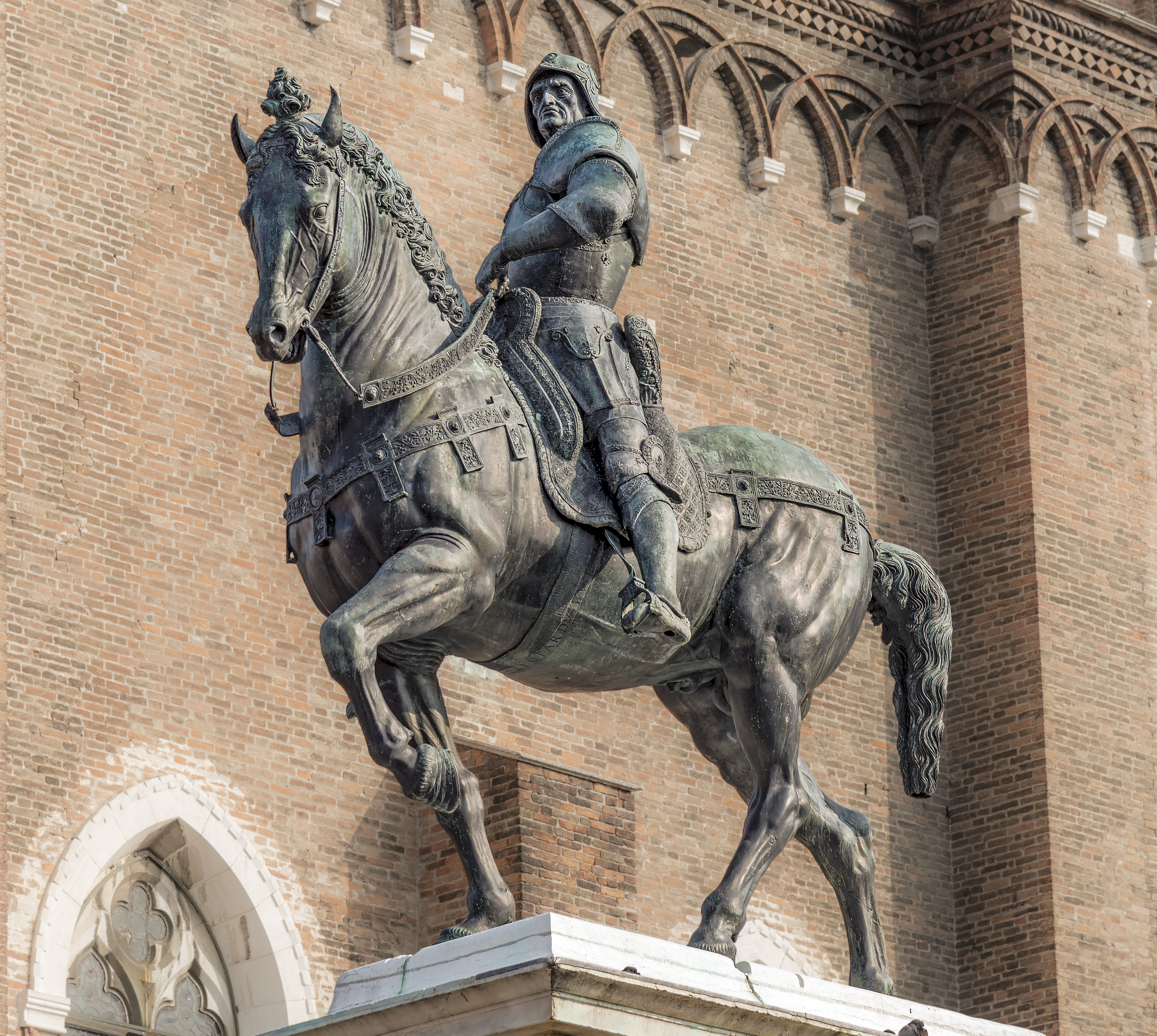
تمثال الفروسية الشهير لبارتولوميو كوليوني بالبندقية

بارتولوميو كولـّيوني (Bartolomeo Colleoni) (سولزا، بين 1395 و 1400 - مالباغا، 2 نوفمبر 1475) كوندوتييرو إيطالي.
وُلـِد كولـّيوني في سولزا بريف برغامو (لومبارديا) ، حيث أعد لنفسه مدفناً مهيباً ، في مزار صادره بعدما رُفـِض إعطاءه إيـّاه من قـِبل أخوية مجلس الرحمة المحلية . كانت الأسرة نبيلة نـفاها آل فيسكونتي مع بقية الغويلفيين. استولى باولو والد بارتولوميو بالحيلة على قلعة تريتسو واحتفظ به بالقوة ، حتى اغتاله أبناء عمومته ، ربما بناءً على أمر من فيليبو ماريا فيسكونتي دوق ميلانو.
تدرب كوليوني الشاب في البداية عند حاشية فيليبو دارشيلو سيـّد بياشنسا الجديد . ثم دخل الخدمة لدى عدة كوندوتييريين ، بدءاً من براتشو دا مونتوني ، الذي أغار على بوليا مستغلا الصراع بين ألفونسو أراغون ولويجي أنجو أثناء حكم الملكة جوفانا الثانية الذي أضعفته قضية ألفونسو ، ثم فرانشيسكو بوسوني . بعد أن مات هذا الأخير في البندقية (1432) ، تحول كولـّيوني مباشرة لخدمة جمهورية البندقية ، داخلا بأهم مرحلة من مراحل حياته المهنية . و رغم أن جانفرانشيسكو غونزاغا كان إسمياً القائد الأعلى للقوات المسلحة ، فإن كولـّيوني كان في الواقع هو القائد الحقيقي للجيش. استعاد العديد من المدن والمقاطعات من الميلانيين لصالح البندقية ، وعندما ذهب غونزاغا إلى العدو ، تابع كولـّيوني خدمة البنادقة في عهد إرازمو دا نارني (المعروف باسم غاتاميلاتا) و فرانشيسكو سفورزا ، منتصراً بمعارك في بريشا وفيرونا ، و على بحيرة غاردا.